# Stempellina gressitti
Stempellina gressitti är en tvåvingeart som beskrevs av Tokunaga 1964. Stempellina gressitti ingår i släktet Stempellina och familjen fjädermyggor. Inga underarter finns listade i Catalogue of Life.